# منتخب كينيا لدوري الرغبي
منتخب كينيا لدوري الرغبي (بالإنجليزية: Kenya national rugby league team)‏ هو ممثل كينيا الرسمي في المنافسات الدولية في دوري الرغبي .